# Penisa oinistis
Penisa oinistis là một loài bướm đêm trong họ Noctuidae.